# Premier League Malti 2000-2001
L'edizione 2000-2001 della Premier League maltese (Rothmans Premier League per motivi di sponsorizzazione) è stata l'ottantaseiesima edizione della massima serie del campionato maltese di calcio. Il titolo è stato vinto dal Valletta.

## Classifica prima fase
|    | Classifica        | G  | V  | N | P  | GF | GS | Dif | Pt | Pt detratti | Pt 2ª fase |
| -- | ----------------- | -- | -- | - | -- | -- | -- | --- | -- | ----------- | ---------- |
| 1  | Valletta          | 18 | 13 | 3 | 2  | 55 | 27 | +28 | 42 | 21          | 21         |
| 2  | Sliema Wanderers  | 18 | 12 | 3 | 3  | 70 | 24 | +46 | 39 | 19          | 20         |
| 3  | Birkirkara        | 18 | 11 | 4 | 3  | 34 | 15 | +19 | 37 | 18          | 19         |
| 4  | Hibernians        | 18 | 10 | 5 | 3  | 44 | 23 | +21 | 35 | 17          | 18         |
| 5  | Floriana          | 18 | 10 | 3 | 5  | 42 | 31 | +11 | 33 | 16          | 17         |
| 6  | Ħamrun Spartans   | 18 | 7  | 4 | 7  | 24 | 31 | -7  | 25 | 12          | 13         |
| 7  | Pietà Hotspurs    | 18 | 4  | 5 | 9  | 40 | 40 | 0   | 17 | 8           | 9          |
| 8  | Naxxar Lions      | 18 | 3  | 3 | 12 | 22 | 44 | -22 | 12 | 6           | 6          |
| 9  | Rabat Ajax        | 18 | 2  | 4 | 12 | 23 | 53 | -30 | 10 | 5           | 5          |
| 10 | Xghajra Tornadoes | 18 | 0  | 2 | 16 | 7  | 73 | -66 | 2  | 1           | 1          |

### Verdetti prima fase
Accedono ai playoff campionato:

Valletta, Sliema Wanderers, Birkirkara, Hibernians, Floriana, Ħamrun Spartans

Accedono ai playoff retrocessione

Pietà Hotspurs, Naxxar Lions, Rabat Ajax, Xghajra Tornadoes

## Classifiche seconda fase

### Playoff campionato
|   | Classifica       | G  | V  | N | P  | GF | GS | Dif | Pt |
| - | ---------------- | -- | -- | - | -- | -- | -- | --- | -- |
| 1 | Valletta         | 28 | 21 | 4 | 3  | 76 | 38 | +38 | 46 |
| 2 | Sliema Wanderers | 28 | 18 | 5 | 5  | 96 | 37 | +59 | 40 |
| 3 | Birkirkara       | 28 | 16 | 6 | 6  | 50 | 27 | +23 | 36 |
| 4 | Hibernians       | 28 | 14 | 7 | 7  | 60 | 40 | +20 | 32 |
| 5 | Floriana         | 28 | 13 | 4 | 11 | 54 | 48 | +6  | 27 |
| 6 | Ħamrun Spartans  | 28 | 7  | 4 | 17 | 28 | 56 | -28 | 13 |

### Playoff retrocessione
|    | Classifica        | G  | V | N | P  | GF | GS | Dif | Pt |
| -- | ----------------- | -- | - | - | -- | -- | -- | --- | -- |
| 7  | Pietà Hotspurs    | 24 | 7 | 7 | 10 | 56 | 49 | +7  | 20 |
| 8  | Naxxar Lions      | 24 | 6 | 5 | 13 | 40 | 55 | -15 | 17 |
| 9  | Rabat Ajax        | 24 | 5 | 6 | 13 | 35 | 63 | -28 | 16 |
| 10 | Xghajra Tornadoes | 24 | 0 | 2 | 22 | 11 | 93 | -82 | 1  |

## Verdetti finali
- Valletta Campione di Malta 2000-2001
- Rabat Ajax e Xghajra Tornadoes retrocesse.